# NGC 590
NGC 590 ist eine Balkenspiralgalaxie vom Hubble-Typ SBa im Sternbild Andromeda am Nordsternhimmel, welche etwa 229 Millionen Lichtjahre von der Milchstraße entfernt ist. 
Das Objekt wurde am 22. September 1865 von dem deutsch-dänischen Astronomen Heinrich Louis d’Arrest entdeckt.